# مینورو تاکناکا
مینورو تاکناکا (ژاپنی: 竹中 穣؛ زادهٔ ۱۹ نوامبر ۱۹۷۶) بازیکن فوتبال اهل ژاپن است.
از باشگاه‌هایی که در آن بازی کرده‌است می‌توان به باشگاه فوتبال آتلانتاس و باشگاه فوتبال یوکوهاما اشاره کرد.